# Enallagma pollutum
Enallagma pollutum är en trollsländeart som först beskrevs av Hagen 1861.  Enallagma pollutum ingår i släktet Enallagma och familjen dammflicksländor. Inga underarter finns listade i Catalogue of Life.